# Cayo Carenas
Cayo Carenas (llamada antes Cayo Arenas) es una isla en la bahía de Cienfuegos, que pertenece al país caribeño de Cuba y que administrativamente depende de la provincia de Cienfuegos. Se localiza al noreste de la Punta Tamboril, al noroeste de Banco de Piedras y de Cayo Alcatraz, al sureste del Banco Tomasito y al suroeste del Banco Jucaral en las coordenadas geográficas 22°05′14″N 80°27′32″O / 22.08722, -80.45889 227 kilómetros al suroeste de la Capital del país La Habana.